# Naval Station Mayport

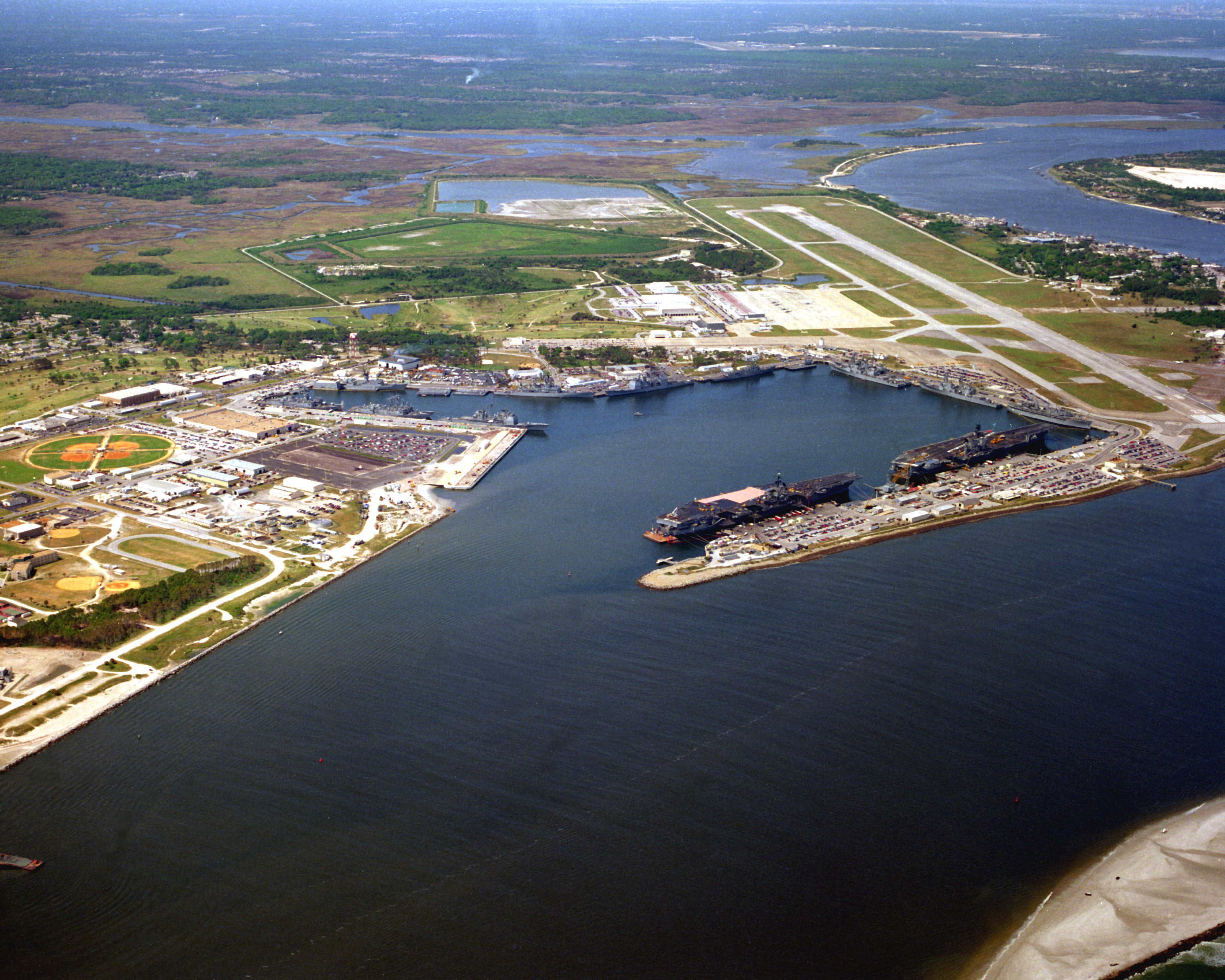
Foto på Naval Station Mayport från 1993.

Naval Station Mayport är en örlogsbas med hamn och en militär flygplats (IATA: NRB, ICAO: KNRB, FAA LID: NRB) som tillhör USA:s flotta och är belägen i Duval County vid Atlantkusten utanför Jacksonville i den nordöstra delen av delstaten Florida.

## Bakgrund
Basen byggdes under andra världskriget och togs i bruk under 1942. Ett år senare klassades den som en Naval Auxiliary Air Station. Efter krigsslutet lades basen i malpåse, men verksamheten återupptogs 1948 som en Naval Outlying Landing Field, från 1952 även med kaj och bassäng stor nog för hangarfartyg. Även flygfältet förlängdes under 1950-talet.
Basen har under efterkrigstiden fungerat som hemmahamn för hangarfartyg med icke-atomdrivna hangarfartyg i Atlantflottan, däribland USS Shangri-La (1960–1971), USS Franklin D. Roosevelt (1956–1977), USS Forrestal (1977–1993), USS Saratoga (1957–1994) och senast USS John F. Kennedy (1995–2007). I och med att det sista hangarfartyget utan atomdrift tagits i ut tjänst finns det inte längre något hangarfartyg som har Mayport som sin hemmahamn. Förslag att bygga om basen för att kunna verka som hemmahamn för atomdrivna hangarfartyg på USA:s östkust har konsekvent motarbetats av Virginias kongressdelegation som fruktat förlorade arbetstillfällen vid Naval Station Norfolk.
1992 fick basen sin nuvarande benämning som en Naval Station.

## Verksamhet
Högkvarteret för USA:s fjärde flotta, som fungerar som flottans komponent till United States Southern Command som U.S. Naval Forces Southern Command, är från 2008 baserat vid Mayport.
Även USA:s kustbevakning har verksamhet vid Mayport.
Vid flygfältet finns tre av flottans helikopterskavdroner: HSM-40 "Airwolves", HSM-46 "Grandmasters" och HSM-48 "Vipers".

### Fartyg med Naval Station Mayport som hemmahamn
- Amfibiefartyg
  - USS Iwo Jima (LHD-7)

- Kryssare
  - USS Philippine Sea (CG-58)

- Jagare
  - USS Carney (DDG-64)
  - USS The Sullivans (DDG-68)
  - USS Donald Cook (DDG-75)
  - USS Lassen (DDG-82)
  - USS Farragut (DDG-99)
  - USS Jason Dunham (DDG-109)[2]
  - USS Thomas Hudner (DDG-116)
  - USS Paul Ignatius (DDG-117)
  - USS Delbert D. Black (DDG-119)

- Landstigningsfartyg
  - USS Fort McHenry (LSD-43)

- Littoral Combat Ships 
  - USS Milwaukee (LCS-5)
  - USS Detroit (LCS-7)
  - USS Little Rock (LCS-9)
  - USS Sioux City (LCS-11)
  - USS Wichita (LCS-13)
  - USS Billings (LCS-15)
  - USS Indianapolis (LCS-17)
  - USS Cooperstown (LCS-23)